# Église Notre-Dame-des-Sept-Douleurs de Montréal
Pour les articles homonymes, voir Notre-Dame-des-Sept-Douleurs (homonymie).
L'église Notre-Dame-des-Sept-Douleurs est une église catholique de la ville canadienne de Montréal, située dans l'arrondissement de Verdun, au coin des rues Wellington et de l'Église. Elle est placée sous le vocable de Notre-Dame des Douleurs.

## Histoire
Depuis 1874, le territoire de Verdun dépend de la paroisse de Côte-Saint-Paul, érigée par l'évêque de Montréal, Mgr Ignace Bourget. Lorsque l'église de Côte-Saint-Paul est détruite par un incendie, en 1899, les habitants de Verdun demandent au nouvel évêque, Mgr Paul Bruchési, l'érection d'une nouvelle paroisse. Cette demande est acceptée et Joseph-Arsène Richard, alors vicaire de la paroisse Saint-Enfant-Jésus du Mile End est nommé curé de la nouvelle paroisse en 1900. Il le demeurera jusqu'à sa mort en 1945 et exercera une grande influence sur sa communauté.
La même année, une église-école est construite sur les plans de l'architecte montréalais Joseph Venne, juste au nord du site actuel. En 1905, dépassé par la communauté en pleine croissance, l'édifice est cédé à la commission scolaire et il ne sert plus que comme église. Les messes sont données dans le soubassement de la future église, dont les plans sont également de Joseph Venne. La presbytère est construit en 1906. Quant à l'église elle-même, les travaux de construction se déroulent de 1911 à 1914. 
En 2006, la paroisse Notre-Dame-des-Sept-Douleurs a été fusionnée avec celles de Notre-Dame-de-la-Paix et de Notre-Dame-Auxiliatrice pour former la paroisse Notre-Dame-de-la-Trinité.

## Architecture
Très grande et richement décorée, l'église Notre-Dame-des-Sept-Douleurs est construite en pierres de taille. Elle possède une façade monumentale en arc de triomphe dont chacun des piliers supporte un clocher octogonal. Sa décoration mélange les genres baroque (à l'intérieur) et néo-classique (à l'extérieur). 

## Orgues
L'église Notre-Dame-des-Sept-Douleurs a été dotée d'orgues de la maison Casavant dès sa construction. L'instrument possède trois claviers et 3004 tuyaux, mais il est actuellement en mauvais état. En effet, l’orgue a été commandé à la maison Casavant le 2 novembre 1913 au coût de 10 000$. L’instrument a été béni en même temps que l’église, soit le 25 octobre 1914. À l’origine, il fonctionnait à traction tubulaire-pneumatique et portait l’opus 579. Il comprenait 3 claviers et 3004 tuyaux.
En 1947, une traction électro-pneumatique est installée. Il portera alors l’opus 1899. Selon Casavant, ni la sonorité ni la tuyauterie n’ont été modifiées depuis son installation. Cet orgue est de style symphonique; il mélange, dans un style unique aux frères Casavant, des éléments de l’esthétique française héritée de Cavaillé-Coll et de la tradition anglo-américaine qui prévalait alors en Amérique du Nord. Dans les archives de la paroisse, en date du 30 août 1914, on retrouve mention qu'il est résolu d’accepter les conditions de l’Hôtel de Ville de Verdun de fournir l’électricité comme motrice de l’orgue moyennant $50/année pour cinq ans." L’orgue est aujourd’hui en mauvais état: plusieurs jeux sont non-fonctionnels. L’instrument aurait besoin d’une sérieuse "cure de rajeunissement".

## Cloches
En 1924, une campagne de souscription permit de faire l'acquisition d'un carillon de dix-huit cloches de la maison Paccard en France.

## Lecture complémentaire
Auclair, Elie-Joseph, Histoire de la paroisse N.-D.-des-Sept-Douleurs, de Verdun de Montréal, depuis sa fondation par Monseigneur J.-A. Richard jusqu'à ses noces d'argent, 1899-1924, 1925. en ligne : https://numerique.banq.qc.ca/patrimoine/details/52327/2022640

## Station de métro
La station de métro De L'Église est située au pied de l'église Notre-Dame-des-Sept-Douleurs, à laquelle la rue de l'Église, anciennement Church Street, doit sa dénomination. Cette rue se poursuit dans Côte-Saint-Paul par l'avenue de l'Église, qui, elle, fait référence à l'église Saint-Paul.